# خطوط إنديغو الجوية
خطوط إنديغو الجوية (بالإنجليزية: Indigo Airlines)‏ كانت خطوط جوية أمريكية مقرها في شيكاغو، إلينوي. كما كانت أول خطوط جوية لطائرات رجال الأعمال، التي تأسست في عام 1997 من قبل مات أندرسون، جون ن. فنتون وتوم سفرسيك. يقع مقرها الأول بالقرب من الجانب الشمالي لشيكاغو، وبعد ذلك في مطار شيكاغو ميدواي.

## التاريخ
لقد تمت تسمية الشركة إنديغو أو «الأفراد في السفر». لقد كانت أول خطوط جوية تسمح للمسافرين الأفراد بحجز وشراء مقعد واحد على الشركات التقليدية أو طائرات الأعمال، ثم قامت بتسيير رحلات «منتظمة» مثل الخطوط الجوية التقليدية.
قامت إنديغو بتسعير خدماتها بين أولى مدنها شيكاغو ومدينة نيويورك بشكل قريب مما يسمى أسعار مدرب الفئة الغير مقيدة. لقد تم تأييد هذا المشروع من قبل شركة أمريكان اكسبريس، التي تمتلك ما يقرب من 12% من رأس مال إنديغو.

## الأسطول
تكون الأسطول الأولي لإنديغو من أربع طائرات داساولت فالكون فرنسية الصنع، المزودة بمقاعد جلدية، مطبخ، حمام خاص ومنافذ طاقة لأجهزة اللابتوب. لقد كان يقع مقر إنديغو في شيكاغو، إلينوي في مطار شيكاغو ميدواي الدولي في مرافق حظائر الطائرات لشركة أميريتش السابقة.
لقد قامت الشركة في عملياتها الأولية بتوزيع طلب اقتراح لعدد من صانعي الطائرات من أجل طائرات رجال أعمال جديدة إقليمية لاستبدال طائراتها الأولية في نهاية المطاف. لقد كانت امبراير ليجاسي البرازيلية نسخة من طائرات رجال الأعمال المخصصة للطائرات خطوط الطيران امبراير الإقليمية. لقد كانت إنديغو أول مشغل تجاري مصرح له في الولايات المتحدة لطائرات ليجاسي وأطلقت خدمة جديدة مع طائرات من 4 مراحل في عام 2003 في 16 مقعداً وجميع الخدمات في درجة رجال الأعمال. لقد تم تعيين المدير التنفيذي السابق لخطوط الطيران الأمريكية ورئيس أمريكان إيغل بيتر باباس كمدير، خلال الفترة الانتقالية لخدمة الطائرات الإقليمية الأوسع. باباس، أثناء تواجده في الأمريكية، كان مسؤولاً عن إدخال طائرة امبراير الإقليمية في قسم أمريكان إيغل.

### المعارضة لاستخدام مطار تيتربورو
اقترح أطراف أخرون بما في ذلك السيناتور جون كورزين والسناتور فرانك لوتنبرج لوزير قسم النقل نورمان مينيتا أن رحلات الطيران المؤجرة العامة لإنديغو تتطلب خدمات أمنية معينة من مطار تيتربورو، وهي جزء من مجموعة مطارات ميترو مدينة نيويورك التي تديرها هيئة ميناء نيويورك ونيو جيرسي، والتي ليست مجهزة لتوفيرها. وقد أثيرت مسألة قواعد ملكية المطارات المتعددة أيضاً من قبل أعضاء الكونجرس.

## المنافسة
بحلول عام 2004، قامت إنديغو طوعاً بتعطيل عملياتها بعد مواجهة صعوبات في تأمين رأس مال إضافي. في عام 2005 أعلنت شركة نت جتس، مدعومة من قبل وارن بافيت بيركشاير هاثاواي، عن نيتها ببدء خدمة طائرات رجال الأعمال المنتظمة بين شيكاغو، نيويورك ولوس انجلوس.
بدأت الشركات الأخرى بدخول السوق وتشمل جنيف، سويسرا استناداً على الخطوط الجوية كلوب، من خلال مؤسسي المنتدى الاقتصادي العالمي وهم أسرة شواب. تقوم المشاريع البارزة الأخرى بعمل نفس الجرد «لكل مقعد»، يتضمن التوزيع والتسعير شركة داي جيت، طيران لاينير، ومختلف برامج عضوية الطائرة التي تقدم خدمات «الاستئجار المشترك لكل مقعد».

## المنشورات
كان العنوان الأصلي لإنديغو وايت بيبر «إعادة تصميم النموذج التقليدي للخطوط الجوية» وقد نشر في الربيع 2000 نسخة من مجلة الاستثمار الخاص للمستثمر المؤسسي. قام المؤسس والمدير التنفيذي السابق لإنديغو مات أندرسون باستعراض العديد من الطائرات الأوسع لإنديغو، المستهلك والسياسة العامة في كتابه «شفرة الخطوط الجوية الجديدة» الذي نشر في عام 2005.

## وصلات خارجية
- Indigo Airlines (Archive)
- Indigo Airlines Flight Status This airline is now defunct.
- Rotzoll, Brenda Warner - "Indigo airlines founder thinks sky's the limit for posh service." شيكاغو سن-تايمز - August 23, 2000